# Cantonul Saint-Benoît-1
Cantonul Saint-Benoît-1 este un canton din arondismentul Saint-Benoît, Réunion, Franța.